# Абийек (шахрестан)
Абийек (перс. شهرستان آبیک‎) — один из 5 шахрестанов (областей) иранской провинции Казвин. Административный центр — город Буин.
В состав шахрестана входят районы (бахши):
- Центральный (بخش مرکزی شهرستان آبیک)
- Башарят (بخش بشاریات)

Население шахрестана на 2011 год составляло 104 417 человек.

## Населённые пункты

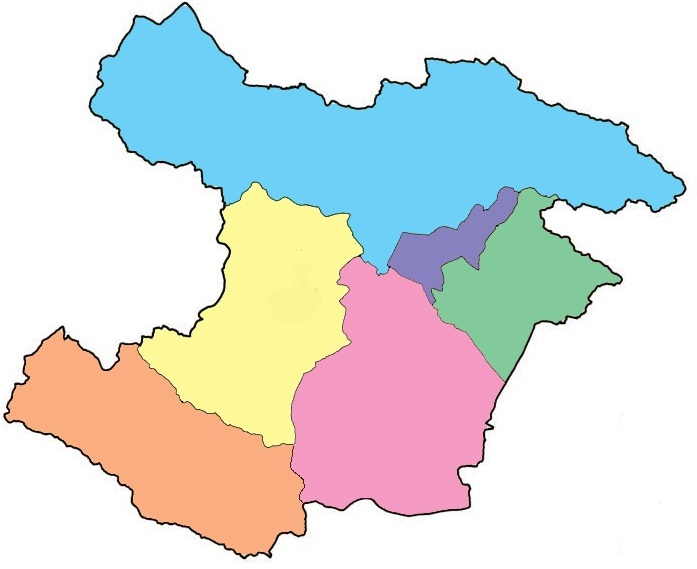
Шахрестан Абийек отмечен зелёным цветом на карте остана Казвин

| Русское название | Оригинальное название (фарси) | Население, чел. (2006) |
| ---------------- | ----------------------------- | ---------------------- |
| Абийек           | آبیک                          | 47 233                 |
| Хак-э Али        | خاكعلي                        | 3 146                  |